# كلير ميريت روث
كلير ميريت روث (بالإنجليزية: Claire Merritt Ruth)‏ هي لاعبة كرة قاعدة وممثلة أمريكية، ولدت في 11 سبتمبر 1897، وتوفيت في 25 أكتوبر 1976.